# ایویس کار
ایویس کار (انگلیسی: Avis Rent a Car System) شرکت اجاره خودرو آمریکایی است، که در زمینه اجاره اتومبیل، همچنین فروش و لیزینگ خودروهای سواری‌، فعالیت می‌نماید.
شرکت ایویس در سال ۱۹۴۶ توسط وارن آویس در شهر ایپسیلانتی، میشیگان راه‌اندازی شد و در حال حاضر مالک شبکه‌ای از ۴۹۰۰ شعبه اجاره خودرو در کشورهای مختلف می‌باشد. دفتر مرکزی این شرکت در شهر پارسیپنی-تروی هیلز، نیوجرسی، ایالات متحده آمریکا قرار دارد.